# Liste des titres musicaux numéro un en France en 2013
Cette page liste les titres numéro un des meilleures ventes de disques en France pour l'année 2013 selon le SNEP. Les classements sont issus des 100 meilleures ventes de singles (fusionnés) et des 200 meilleures ventes d'albums (fusionnés).

## Classement des singles

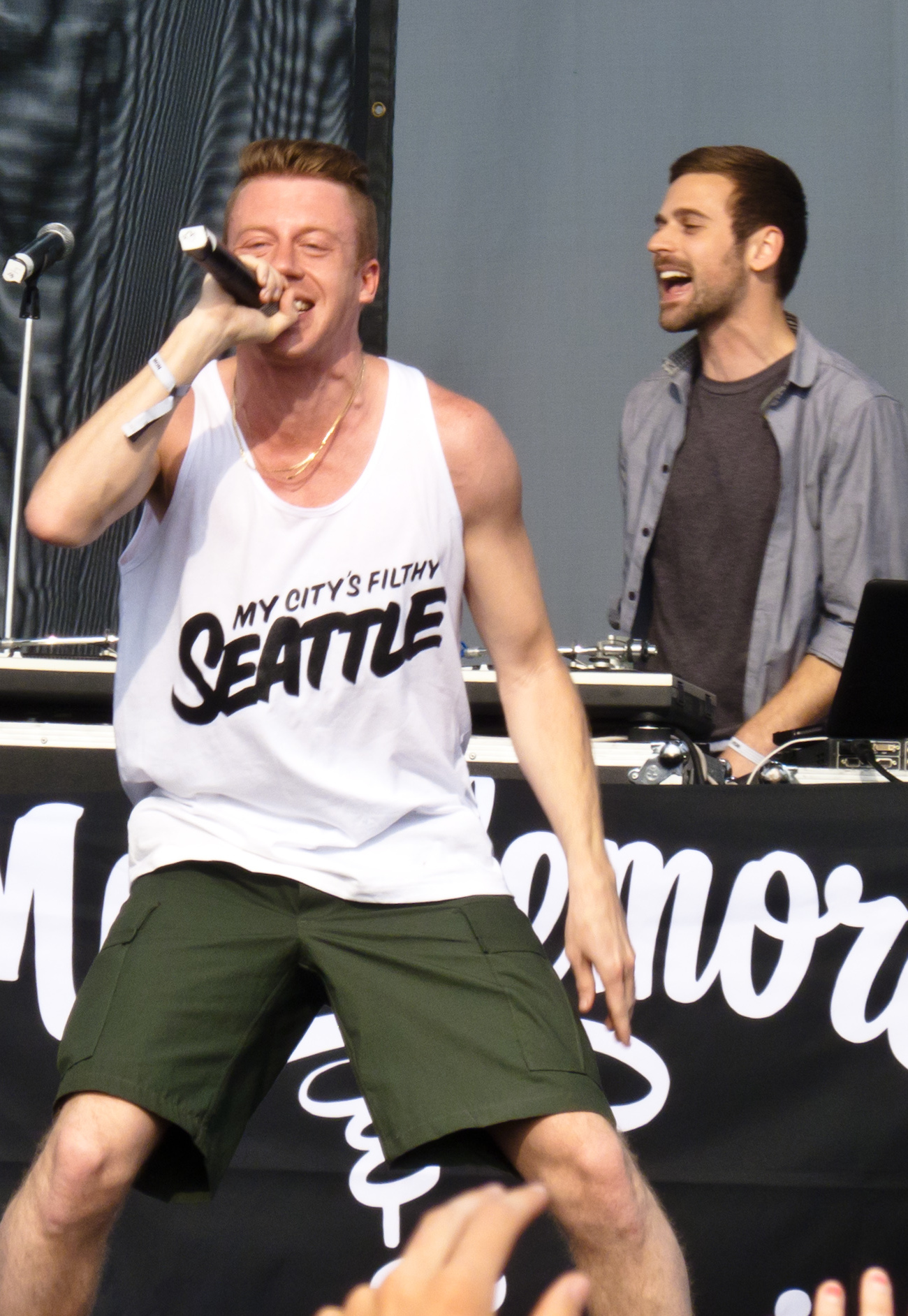
Le titre Thrift Shop du rappeur américain Macklemore et du producteur Ryan Lewis a été numéro un pendant 8 semaines consécutives.

Maître Gims est resté 4 semaines en tête des ventes de singles avec J'me tire.

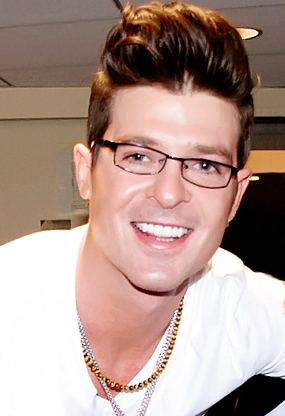
Blurred Lines du chanteur Robin Thicke a atteint le haut des charts pendant 6 semaines.

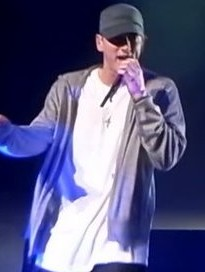
Le titre The Monster du rappeur Eminem fut numéro un pendant 3 semaines.

| №  | Date          | Artiste                                               | Titre          | Ventes |
| -- | ------------- | ----------------------------------------------------- | -------------- | ------ |
| 1  | 6 janvier     | Psy                                                   | Gangnam Style  | 15 900 |
| 2  | 13 janvier    | Psy                                                   | Gangnam Style  | 13 800 |
| 3  | 20 janvier    | Will.i.am et Britney Spears                           | Scream & Shout | 11 400 |
| 4  | 27 janvier    | Macklemore et Ryan Lewis featuring Wanz               | Thrift Shop    | 9 700  |
| 5  | 3 février     | Macklemore et Ryan Lewis featuring Wanz               | Thrift Shop    | 12 200 |
| 6  | 10 février    | Macklemore et Ryan Lewis featuring Wanz               | Thrift Shop    | 13 700 |
| 7  | 17 février    | Macklemore et Ryan Lewis featuring Wanz               | Thrift Shop    | 13 100 |
| 8  | 24 février    | Macklemore et Ryan Lewis featuring Wanz               | Thrift Shop    | 12 000 |
| 9  | 3 mars        | Macklemore et Ryan Lewis featuring Wanz               | Thrift Shop    | 11 900 |
| 10 | 10 mars       | Macklemore et Ryan Lewis featuring Wanz               | Thrift Shop    | 11 700 |
| 11 | 17 mars       | Macklemore et Ryan Lewis featuring Wanz               | Thrift Shop    | 12 100 |
| 12 | 24 mars       | Maître Gims                                           | J'me tire      | 11 300 |
| 13 | 31 mars       | Maître Gims                                           | J'me tire      | 9 800  |
| 14 | 7 avril       | Maître Gims                                           | J'me tire      | 9 400  |
| 15 | 14 avril      | Maître Gims                                           | J'me tire      | 10 000 |
| 16 | 21 avril      | Daft Punk featuring Pharrell Williams et Nile Rodgers | Get Lucky      | 38 887 |
| 17 | 28 avril      | Daft Punk featuring Pharrell Williams et Nile Rodgers | Get Lucky      | 33 400 |
| 18 | 5 mai         | Daft Punk featuring Pharrell Williams et Nile Rodgers | Get Lucky      | 26 600 |
| 19 | 12 mai        | Daft Punk featuring Pharrell Williams et Nile Rodgers | Get Lucky      | 24 900 |
| 20 | 19 mai        | Daft Punk featuring Pharrell Williams et Nile Rodgers | Get Lucky      | 23 500 |
| 21 | 26 mai        | Daft Punk featuring Pharrell Williams et Nile Rodgers | Get Lucky      | 26 200 |
| 22 | 2 juin        | Daft Punk featuring Pharrell Williams et Nile Rodgers | Get Lucky      | 19 400 |
| 23 | 9 juin        | Robin Thicke featuring T.I. et Pharrell Williams      | Blurred Lines  | 22 300 |
| 24 | 16 juin       | Robin Thicke featuring T.I. et Pharrell Williams      | Blurred Lines  | 20 623 |
| 25 | 23 juin       | Robin Thicke featuring T.I. et Pharrell Williams      | Blurred Lines  | 17 800 |
| 26 | 30 juin       | Robin Thicke featuring T.I. et Pharrell Williams      | Blurred Lines  | 14 700 |
| 27 | 7 juillet     | Daft Punk featuring Pharrell Williams et Nile Rodgers | Get Lucky      | 13 000 |
| 28 | 14 juillet    | Robin Thicke featuring T.I. et Pharrell Williams      | Blurred Lines  | 12 400 |
| 29 | 21 juillet    | Robin Thicke featuring T.I. et Pharrell Williams      | Blurred Lines  | 13 160 |
| 30 | 28 juillet    | Stromae                                               | Papaoutai      | 12 795 |
| 31 | 4 août        | Stromae                                               | Papaoutai      | 14 300 |
| 32 | 11 août       | Stromae                                               | Papaoutai      | 11 500 |
| 33 | 18 août       | Stromae                                               | Papaoutai      | 12 200 |
| 34 | 25 août       | Avicii featuring Aloe Blacc                           | Wake Me Up!    | 10 500 |
| 35 | 1er septembre | Avicii featuring Aloe Blacc                           | Wake Me Up!    | 10 900 |
| 36 | 8 septembre   | Stromae                                               | Formidable     | 10 500 |
| 37 | 15 septembre  | Stromae                                               | Formidable     | 9 800  |
| 38 | 22 septembre  | Stromae                                               | Formidable     | 9 300  |
| 39 | 29 septembre  | Stromae                                               | Formidable     | 11 500 |
| 40 | 6 octobre     | Stromae                                               | Formidable     | 10 000 |
| 41 | 13 octobre    | Stromae                                               | Formidable     | 7 700  |
| 42 | 20 octobre    | Bakermat                                              | Vandaag        | 6 700  |
| 43 | 27 octobre    | Vitaa featuring Maître Gims                           | Game Over      | 6 300  |
| 44 | 3 novembre    | Eminem featuring Rihanna                              | The Monster    | 9 300  |
| 45 | 10 novembre   | Eminem featuring Rihanna                              | The Monster    | 8 100  |
| 46 | 17 novembre   | Eminem featuring Rihanna                              | The Monster    | 6 700  |
| 47 | 24 novembre   | Stromae                                               | Tous les mêmes | 5 200  |
| 48 | 1er décembre  | Pharrell Williams                                     | Happy          | 5 900  |
| 49 | 8 décembre    | Bénabar, Bruel, Cali et Marina                        | Un arc-en-ciel | 6 700  |
| 50 | 15 décembre   | Pharrell Williams                                     | Happy          | 7 300  |
| 51 | 22 décembre   | Pharrell Williams                                     | Happy          | ?      |
| 52 | 29 décembre   | Pharrell Williams                                     | Happy          | ?      |

## Classement des albums

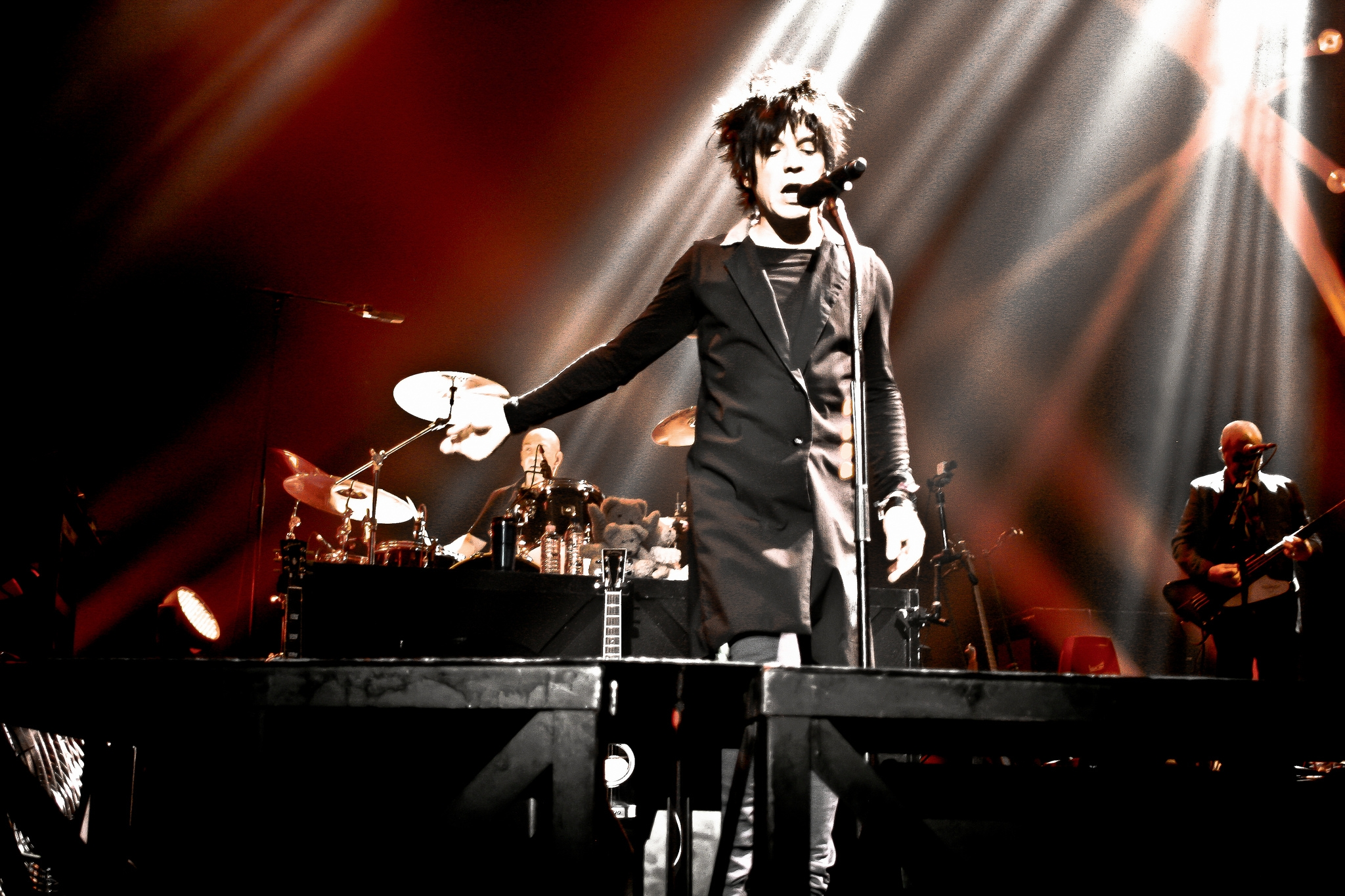
Black City Parade d'Indochine est resté 2 semaines en tête des ventes d'albums.

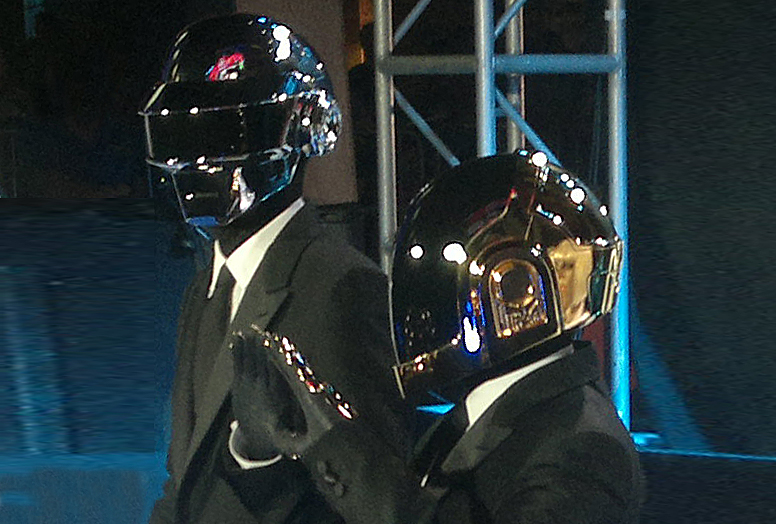
Random Access Memories des Daft Punk est resté 3 semaines en tête des ventes d'albums.

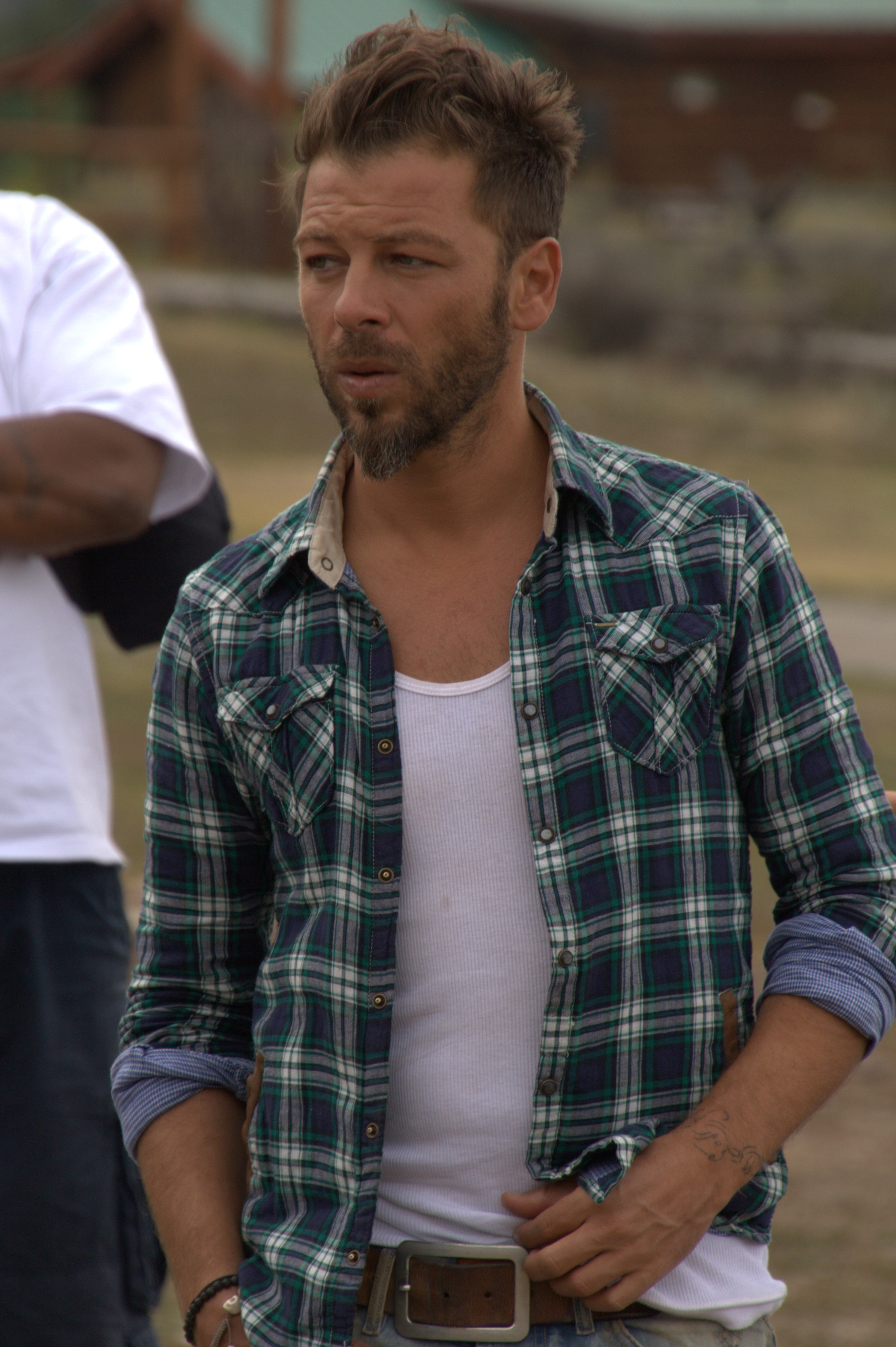
Je veux du bonheur de Christophe Maé est resté 3 semaines en tête des ventes d'albums.

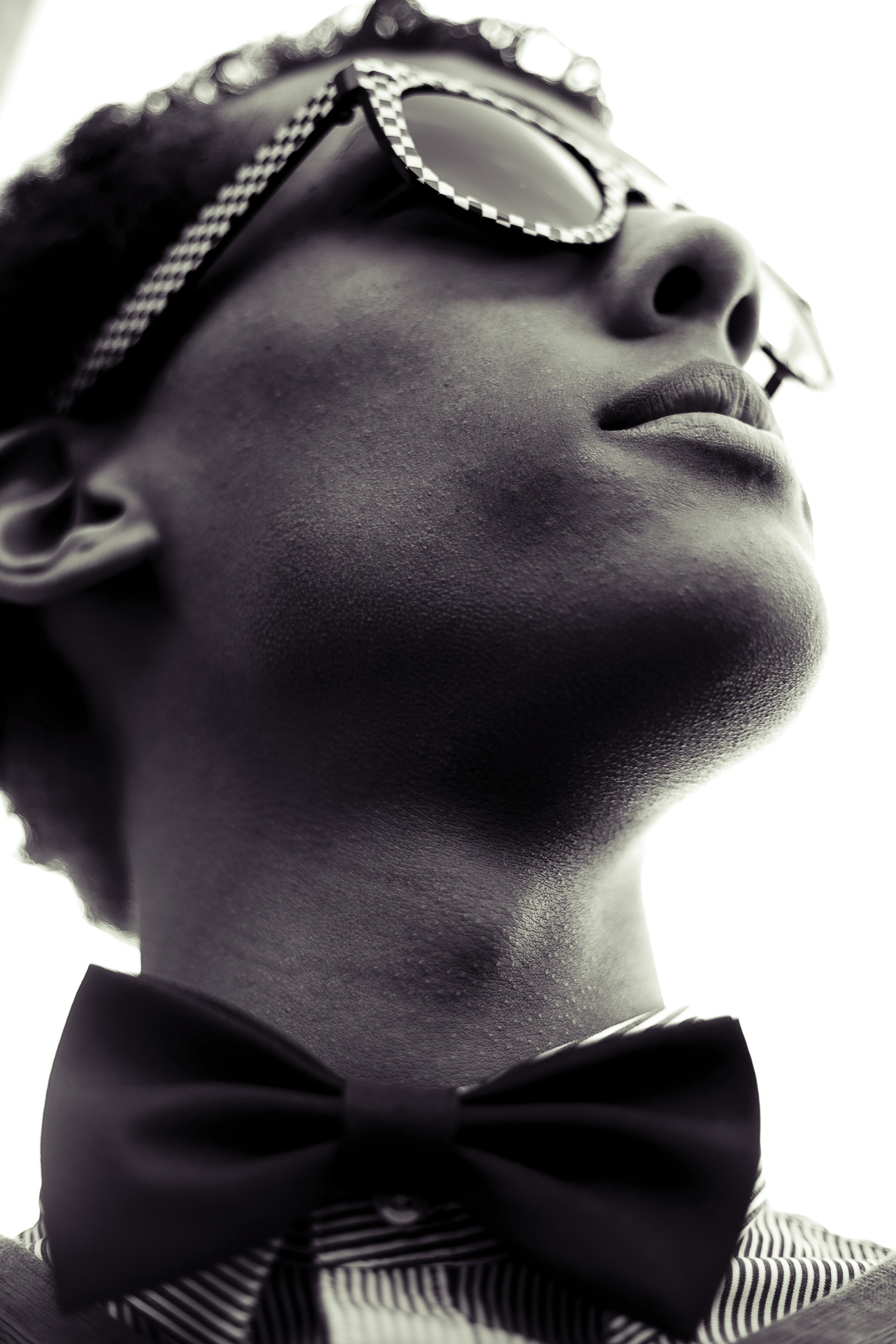
Racine carrée de Stromae est resté 17 semaines en tête des ventes d'albums en 2013

| №  | Date          | Artiste          | Titre                                    | Ventes  |
| -- | ------------- | ---------------- | ---------------------------------------- | ------- |
| 1  | 6 janvier     | NRJ Compilations | NRJ Music Awards 2013                    | 34 000  |
| 2  | 13 janvier    | NRJ Compilations | NRJ Music Awards 2013                    | 25 800  |
| 3  | 20 janvier    | Pascal Obispo    | Millésimes                               | 16 600  |
| 4  | 27 janvier    | Divers artistes  | Génération Goldman                       | 26 700  |
| 5  | 3 février     | NRJ Compilations | NRJ Music Awards 2013                    | 25 000  |
| 6  | 10 février    | La Fouine        | Drôle de parcours                        | 29 719  |
| 7  | 17 février    | Indochine        | Black City Parade                        | 75 615  |
| 8  | 24 février    | Indochine        | Black City Parade                        | ?       |
| 9  | 3 mars        | Divers artistes  | Génération Goldman                       | 12 500  |
| 10 | 10 mars       | M. Pokora        | À la poursuite du bonheur - Live à Bercy | 23 200  |
| 11 | 17 mars       | Les Enfoirés     | La Boîte à Musique des Enfoirés          | 141 188 |
| 12 | 24 mars       | Les Enfoirés     | La Boîte à Musique des Enfoirés          | 127 300 |
| 13 | 31 mars       | Les Enfoirés     | La Boîte à Musique des Enfoirés          | 66 200  |
| 14 | 7 avril       | Les Enfoirés     | La Boîte à Musique des Enfoirés          | 26 000  |
| 15 | 14 avril      | Les Enfoirés     | La Boîte à Musique des Enfoirés          | 15 800  |
| 16 | 21 avril      | Lara Fabian      | Le Secret                                | 18 768  |
| 17 | 28 avril      | IAM              | Arts Martiens                            | 24 700  |
| 18 | 5 mai         | Emmanuel Moire   | Le Chemin                                | 17 965  |
| 19 | 12 mai        | Seth Gueko       | Bad Cowboy                               | 10 900  |
| 20 | 19 mai        | Vanessa Paradis  | Love Songs                               | 48 900  |
| 21 | 26 mai        | Daft Punk        | Random Access Memories                   | 195 013 |
| 22 | 2 juin        | Daft Punk        | Random Access Memories                   | 49 600  |
| 23 | 9 juin        | Daft Punk        | Random Access Memories                   | 35 500  |
| 24 | 16 juin       | Christophe Maé   | Je veux du bonheur                       | 103 680 |
| 25 | 23 juin       | Christophe Maé   | Je veux du bonheur                       | 31 800  |
| 26 | 30 juin       | Christophe Maé   | Je veux du bonheur                       | 21 200  |
| 27 | 7 juillet     | NRJ Compilations | NRJ Summer Hits Only 2013                | 19 100  |
| 28 | 14 juillet    | NRJ Compilations | NRJ Summer Hits Only 2013                | 15 900  |
| 29 | 21 juillet    | NRJ Compilations | NRJ Summer Hits Only 2013                | 12 338  |
| 30 | 28 juillet    | NRJ Compilations | NRJ Party Hits 2013                      | 23 281  |
| 31 | 4 août        | Keen'v           | Ange ou Démon                            | 24 900  |
| 32 | 11 août       | Luc Arbogast     | Odysseus                                 | 22 100  |
| 33 | 18 août       | Luc Arbogast     | Odysseus                                 | 18 100  |
| 34 | 25 août       | Stromae          | Racine carrée                            | 80 920  |
| 35 | 1er septembre | Divers artistes  | Génération Goldman volume 2              | 59 300  |
| 36 | 8 septembre   | Stromae          | Racine carrée                            | 46 200  |
| 37 | 15 septembre  | Stromae          | Racine carrée                            | 41 100  |
| 38 | 22 septembre  | Stromae          | Racine carrée                            | 51 900  |
| 39 | 29 septembre  | Stromae          | Racine carrée                            | 54 400  |
| 40 | 6 octobre     | Stromae          | Racine carrée                            | 48 000  |
| 41 | 13 octobre    | Stromae          | Racine carrée                            | 43 100  |
| 42 | 20 octobre    | Stromae          | Racine carrée                            | 33 900  |
| 43 | 27 octobre    | Stromae          | Racine carrée                            | 29 900  |
| 44 | 3 novembre    | Stromae          | Racine carrée                            | 28 500  |
| 45 | 10 novembre   | Florent Pagny    | Vieillir avec toi                        | 42 200  |
| 46 | 17 novembre   | Stromae          | Racine carrée                            | 30 100  |
| 47 | 24 novembre   | Stromae          | Racine carrée                            | 35 000  |
| 48 | 1er décembre  | Stromae          | Racine carrée                            | 45 300  |
| 49 | 8 décembre    | Stromae          | Racine carrée                            | 80 000  |
| 50 | 15 décembre   | Stromae          | Racine carrée                            | 109 100 |
| 51 | 22 décembre   | Stromae          | Racine carrée                            | 182 034 |
| 52 | 29 décembre   | Stromae          | Racine carrée                            | 136 814 |

## Les Dix Meilleures Ventes
Voici les 10 meilleures ventes de singles et d'albums en France en 2013

### Singles
| №  | Artiste                                              | Titre                | Ventes  |
| -- | ---------------------------------------------------- | -------------------- | ------- |
| 1  | Daft Punk featuring Pharrell Williams & Nile Rodgers | Get lucky            | 360 000 |
| 2  | Robin Thicke featuring T.I et Pharrell Williams      | Blurred lines        | 292 000 |
| 3  | Stromae                                              | Papaoutai            | 217 000 |
| 4  | Macklemore et Ryan Lewis featuring Wanz              | Thrift shop          | 206 000 |
| 5  | Stromae                                              | Formidable           | 186 000 |
| 6  | Avicii featuring Aloe Blacc                          | Wake me up           | 171 000 |
| 7  | Bruno Mars                                           | Locked out of heaven | 167 000 |
| 8  | Macklemore et Ryan Lewis featuring Ray Dalton        | Can't hold us        | 163 000 |
| 9  | Maitre Gims                                          | J'me tire            | 161 000 |
| 10 | Maitre Gims                                          | Bella                | 159 000 |

### Albums
| №  | Artiste         | Titre                           | Ventes    |
| -- | --------------- | ------------------------------- | --------- |
| 1  | Stromae         | Racine carrée                   | 1 154 000 |
| 2  | Daft Punk       | Random Access Memories          | 515 000   |
| 3  | Maître Gims     | Subliminal                      | 493 000   |
| 4  | Bruno Mars      | Unorthodox Jukebox              | 431 000   |
| 5  | Les Enfoirés    | La Boîte à Musique des Enfoirés | 408 000   |
| 6  | Zaz             | Recto verso                     | 388 000   |
| 7  | Christophe Maé  | Je veux du bonheur              | 387 000   |
| 8  | Divers Artistes | Génération Goldman              | 291 000   |
| 9  | Florent Pagny   | Vieillir avec toi               | 281 000   |
| 10 | Divers Artistes | Génération Goldman volume 2     | 272 000   |

### Chronologie
- Liste des titres musicaux numéro un en France en 2012
- Liste des titres musicaux numéro un en France en 2014